# ظاهرة التسارع الإقليمية
ظاهرة التسارع الإقليمية (أر آ بي) هي تسارع مفاجئ لعمليات الأنسجة الطبيعية كرد فعل على المنبهات الضارة. وقد تم استغلاله في علاجات مثل شفاء عدم الاقتران الضموري أو ضعف التغذية وعلاج تقويم الأسنان الميسر جراحيا.

## خلفية
في أوائل ثمانينيات القرن العشرين، نشر طبيب العظام الأمريكي هارولد فروست مقالة مراجعة توضح بالتفصيل التجارب المعروفة آنذاك مع الظواهر المتسارعة الإقليمية التي يمكن أن تسببها إصابات مثل الكسور والحروق والآلام مثل الشلل الحاد والتهاب المفاصل وحركة العظام مثل وضع الزرع وتقويم الأسنان، كذلك فيتامين د  وهرمون الغدة الدرقية والمحفزات الكهربائية. بمجرد استحضارها يمكن أن تتسارع عمليات مثل التروية ونمو الجلد والعظام والأنسجة الضامة الأخرى، بالإضافة إلى شفائها ودورانها وإعادة تشكيلها بما يتجاوز القيم الطبيعية. تشمل المظاهر الأكثر علنية دفء المنطقة المصابة وانخفاض كثافة العظام وزيادة مرونة العظام. في قصبة الفئران لوحظ ار آ بي أكثر كثافة مع بضع القشرة الأعمق ويستمر ار آ بي عادة لمدة أربعة أشهر ولكن في حالات إصابات الضفيرة المتفرعة أو الحروق الشديدة من المحتمل أن يكون أكثر من عامين ويهيئ المريض لفرط كالسيوم البول وتحص الجهاز البولي التناسلي. إذا لم تتم إزالة المحفزات المسببة فقد يستمر ار آ بي إلى أجل غير مسمى..

## آثار
يمكن أن تكون آثار ظاهرة التسارع الإقليمية إيجابية أو سلبية. اقترحت دراسة أجريت على الأرانب أنه بعد فصل العظم، ساهم أر آ بي في زيادة خمسة أضعاف في العظام الجديدة دون تغيير في حجم العظام. في كسور الظنبوب ويسمح دوران العظام المتسارع باتحاد الواجهات عادة في غضون ستة أشهر مقارنة بحوالي عشرين عاما لإعادة البناء بناء على الوحدات الأساسية متعددة الخلايا (BMUs) وحدها. من ناحية أخرى قد تؤدي زيادة إنتاج الكولاجين بسبب أر آ بي في التهاب المفاصل الروماتويدي أو الورم العظمي إلى التليف المنتشر وتصلب المفاصل.

## ضعف أر آ بي
غالبا ما يصاحب أر آ بي المنفر أو الغائب إزالة التعصيب الحسي.  في آفات الأنسجة الرخوة العصبية مثل تلك الموجودة في مرضى السكري وبعض قضمات الصقيع، يؤدي هذا الضعف إلى الشفاء لفترة طويلة. وتظهر بالمثل  مفاصل شاركو استجابات أنسجة أقل بكثير مثل الوذمة والحمامي والتليف وإنتاج العظام.في المرحلة المتأخرة أو بعض المتغيرات من التهاب المفاصل الروماتويدي،  قد يتضاءل أيضا RAP. تصبح المفاصل والأربطة متراخية مما يسمح للأضرار المجهرية بالتراكم مما يؤدي إلى تمزق الأوتار.

## الآثار المترتبة في البحث
بسبب ظاهرة التسارع الإقليمية قد تؤدي الخزعات المتكررة لنفس العظم إلى اضطراب البيانات التي يتم جمعها. قد يخفي أر آ بي العابر أيضا التأثيرات الاكتئابية للتفريغ الميكانيكي على نمو العظام. تثير الإجراءات التجريبية أر آ بي جنبا إلى جنب مع القوى الميكانيكية الأخرى مثل عند زرع الأجهزة في العظم لقياس التغير في قطرها ومساميتها تحت الضغط الميكانيكي أو عند تفريغ العظام ميكانيكيا عن طريق تثبيت اللوحة مما يؤدي إلى نتائج مختلطة. 

## الاستخدامات السريرية

### في طب الأسنان
وجدت دراسة أجريت عام 1994 على الفئران أن ارتفاع رفرف الغشاء المخاطي يكفي للحث على أر آ بي في الفك السفلي. في عام 2001 أفاد الأخوان ويلكو أنه في مريضين قد تم تحقيق حركة الأسنان المتسارعة لتقويم الأسنان بعد التقشير الجزئي للصفائح القشرية وما يصاحب ذلك من تطعيم العظام. كما لوحظت زيادة سمك العظام وتغطية عظمية سابقة. باستخدام تقنيات مماثلة استمر الأخوان في إدخال تقويم الأسنان العظمي المتسارع للثة (PAOO).يؤدي الكورتيسيسيون وهي تقنية أقل توغلا إلى الإصابة دون الحاجة إلى انعكاس السديلة مع تسريع حركة الأسنان. تشمل الابتكارات الحديثة الأخرى استخدام جراحة الضغط أو ثقب العظام الدقيق أو أجهزة الاهتزاز أو الموجات فوق الصوتية أو الليزر أو الأدوية للحث على أر آ بي .